# Severo de Vienne
San Severo de Vienne (fallecido c. 455) fue un sacerdote que evangelizó en Vienne, Francia. Es venerado como un santo católico. Severo era indio de nacimiento y de origen adinerado. Se instaló en Vienne alrededor del 430. Murió en Italia, pero su cuerpo fue devuelto a Vienne y enterrado en la iglesia de San Esteban, que él mismo había construido. Su entrada en el Martirologio romano dice:

En Viena de Francia, san Severo, Presbítero y Confesor, el cual desde la India emprendió una trabajosa peregrinación para predicar el Evangelio, y llegado a dicha ciudad, convirtió, por medio de su predicación y milagros, gran muchedumbre de paganos a la fe de Cristo.

## Más lecturas
- Lucas, Gérard. «Anonyme, Vita Seueri» (en francés). Consultado el 4 de octubre de 2021.
- «Vita Sancti Severi Viennensis presbyteri et confessoris». Analecta Bollandiana (en latín). doi:10.1484/J.ABOL.4.02099. Consultado el 4 de octubre de 2021.

- Datos: Q108385414